# Bosque El Centinela
El bosque El Centinela es un parque ubicado en el municipio de Zapopan (Jalisco, México) sobre el km. 3 de la carretera Las Cañadas - San Isidro. Cuenta con 107 hectáreas de pinos, encinos y pastizales, entre otros.[cita requerida]

## Historia
Las primeras plantaciones se llevaron a cabo a inicios de los años 70, después de la donación de Don Guadalupe Zuno Hernández de 150 hectáreas degradadas con la finalidad de lograr su restauración, debido a que el bosque original que existió hasta el siglo XVIII en el Centinela fue devastado por la población para uso de combustible, por su cercanía a la ciudad de Guadalajara. Para dicha restauración se emplearon 80% de especies exóticas porque debido a la gran alteración del entorno, era difícil la restauración efectiva con especies nativas. 
Actualmente se trabaja para darle la categoría de Parque Ecológico Municipal intensificando la restauración de las condiciones naturales que representaba originalmente, en él se pueden apreciar especies arbóreas como: pino, encino, fresno, casuarina, eucalipto, jacaranda, tepame, huizache, ceiba y copala; además de las especies de fauna como: armadillo, tlacuache, búho blanco, venado cola blanca y cacomixtle.

## Actividades
Entre las principales actividades que se pueden llevar a cabo en el parque, se encuentran:
- Senderismo
- Ecoteatro
- Talleres ambientales
- Conferencias y pláticas
- Video-Foros
- Cursos de verano
- Campamentos

## Horarios
Los horarios de apertura son de lunes a domingo de 7:00 a 19:00.